# Man-Sized Wreath
Singles de R.E.M.
Hollow Man
(2008) Until the Day Is Done
(2008)
Pistes de Accelerate
Living Well Is the Best Revenge Supernatural Superserious
Man-Sized Wreath est une chanson du groupe de rock alternatif R.E.M., sortie en tant que troisième single de leur quatorzième album studio Accelerate le 11 août 2008 au Royaume-Uni. Le single a été annoncé après le concert du groupe au Madison Square Garden le 19 juin 2008, où les images du tournage du clip vidéo ont été dévoilées.

## Historique et thème
La chanson a été inspirée d'une visite que George W. Bush a faite lors du Martin Luther King Day pendant laquelle il a fait un discours. Coretta King, la femme de Martin Luther King se tenait à côté de lui. Elle ne voulait pas qu'il soit présent mais a accepté si elle pouvait faire un discours anti-guerre. La foule a riposté vivement, comme le déclare Michael Stipe :
« Nous [le public] avons payé le voyage puisqu'il est venu ici avec Air Force One, mais il faisait également une fête de charité pour les républicains le même jour, donc ils ont levé deux millions de dollars. [...] Je ne sais pas exactement comment ça a dégénéré, mais il y avait tellement de manifestants à Atlanta qu'ils ont utilisé des bus pour les tenir à distance de lui. J'ai été tellement insulté par ça. Donc, c'est la genèse de la chanson,. »
— Michael Stipe

## Autre piste
La face B du vinyle est Living well Jesus Dog est soit une démo, soit une version antérieure de la chanson Living Well Is the Best Revenge présente sur l'album, et tire son titre d'un commentaire que Peter Buck fait au début de la piste, dans lequel il se demande si Jésus avait un chien, ce qui a conduit Michael Stipe à plaisanter sur le titre de l'album qu'ils auraient dû titrer Did Jesus Have a Dog?

## Sortie
Selon une interview donnée au magazine Uncut, la chanson n'aurait pas du sortir sur l'album : 
« Nous avans changé d'avis à cause de la réaction du public. Il y avait une chanson que j'avais annoncé comme Face B. Nous ne faisions en fait que développer la liste de chansons en la jouant. Ce n'est pas une chanson que nous avions pensé pouvoir ne serais-ce qu'être à la hauteur, mais la réaction du public nous a montré qu'elle pouvait être une candidate,. »
— Michael Stipe

## Clip vidéo
Le clip de Man-Sized Wreath a été produit par Crush Inc., un studio de production et de design basé à Toronto qui a également créé celui du single précédent Hollow Man. Certaines images du tournage ont été montrées le 19 juin 2008 au concert du groupe au Madison Square Garden.
Le clip montre un homme poursuivi par différentes figures en forme de blocs, représentant les médias.

## Liste des pistes
33 tours (W807)
1. Man-Sized Wreath – 2:32
2. Living Well Jesus Dog – 4:21

Téléchargement
1. Man-Sized Wreath – 2:32
2. Living Well Jesus Dog – 4:21
3. Mr. Richards (Live in Vancouver) – 3:54

## Source
- (en) Cet article est partiellement ou en totalité issu de l’article de Wikipédia en anglais intitulé « Man-Sized Wreath » (voir la liste des auteurs).